# سزار فراندو
سزار فراندو (انگلیسی: César Ferrando؛ زادهٔ ۲۵ ژوئیهٔ ۱۹۵۹) بازیکن فوتبال اهل اسپانیا است.
از باشگاه‌هایی که در آن بازی کرده‌است می‌توان به باشگاه فوتبال سابادل و باشگاه فوتبال والنسیا اشاره کرد.